# Francisco Henríquez de Zubiría
Francisco Henríquez de Zubiría (1869-1933) foi um competidor de cabo de guerra da Colômbia, naturalizado francês. Ele competiu nos Jogos Olímpicos de Verão de 1900, tendo conquistado a  medalha de prata na competição de cabo de guerra, como membro da equipe francesa.